# Новотроицкое (Удмуртия)

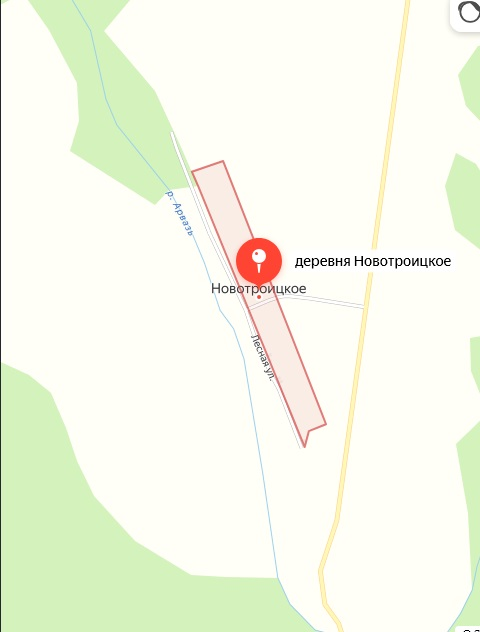
Карта Новотроицкого (удмуртия)

Новотроицкое — деревня в Кизнерском районе Удмуртии, входит в Верхнебемыжское сельское поселение. Находится в 16 км к востоку от Кизнера, в 35 км к юго-западу от Можги и в 110 км к юго-западу от Ижевска. Расположена на реке Арвазь.